# Wólka Polinowska
Wólka Polinowska – wieś w Polsce położona w województwie lubelskim, w powiecie bialskim, w gminie Konstantynów.
W latach 1975–1998 miejscowość administracyjnie należała do województwa bialskopodlaskiego.
Wieś jest sołectwem w gminie Konstantynów. Według Narodowego Spisu Powszechnego z roku 2011 wieś liczyła 231 mieszkańców.
Wierni Kościoła rzymskokatolickiego należą do parafii św. Stanisława w Komarnie.
| SIMC    | Nazwa       | Rodzaj    |
| ------- | ----------- | --------- |
| 1021808 | Budziszew   | część wsi |
| 1021932 | Międzylesie | część wsi |